# Яд-Биньямин
Яд Биньямин (ивр. יד בנימין‎; дословно — «Мемориал Биньямина») — религиозное общинное поселение в центральной части Израиля. Резиденция регионального совета Нахаль-Сорек. Расположен рядом с перекрестком трех автомагистралей: шоссе 3, шоссе 6 и шоссе 7.

## История
Первоначально поселение было основано под названием «Киббуц Нетива» 4 января 1949 года группой движения рабочих и молодежи Агудат Исраэль. Кибуц был основан недалеко от  арабской деревни Аль-Мухизан, которая была оккупирована в мае 1948 года, и ее жители бежали. Первые поселенцы жили в каменном здании, которое служило региональной школой для окрестных деревень. Остальные дома деревни были снесены. Поселенцы кибуца были молодыми (средний возраст 21 год), не выжили на месте, и поселение было заброшено. Кибуц был восстановлен летом 1956 года.

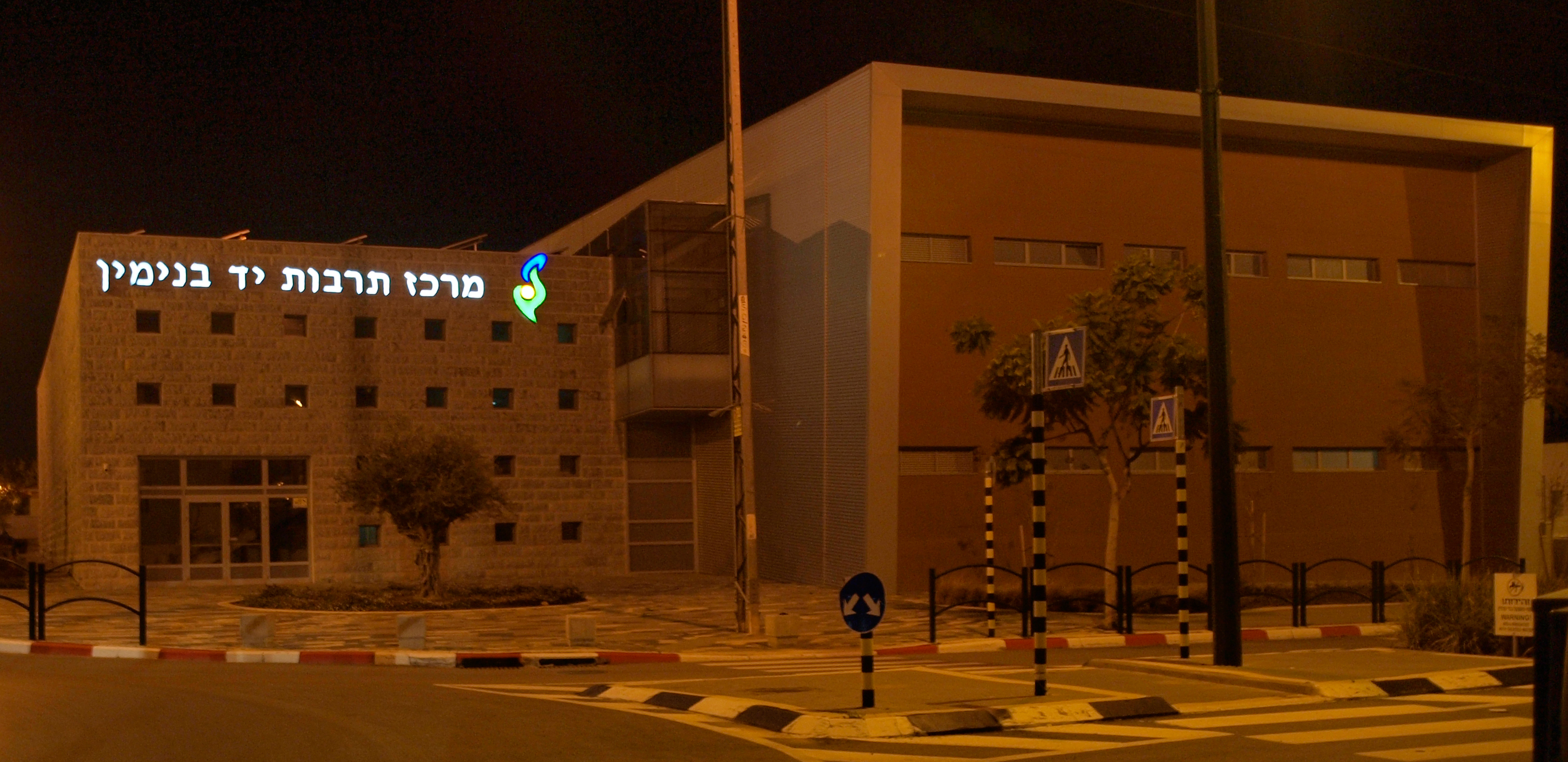
Культурный центр Яд-Биньямин

В 1963 году на этом месте организацией Поалей Агудат Исраэль в партнерстве с муниципалитетом Нахаль-Сорек было основано религиозное поселение Назван в честь бывшего министра почтовой связи Биньямина Минца, который умер годом ранее. На протяжении многих лет община была центром высшего еврейского образования, основанном на иешиве.
После реализации плана размежевания около 200 семей из Гуш-Катифа переехали во временное сборное жилье в Яд-Биньямине. Некоторые позже переехали в новую деревню, названную Ганей-Таль в честь прежнего поселения с таким же названием. Многие другие семьи переехали в Нецер-Хазани.
В общине есть район под названием Ахузат-Йонатан, предназначенный для людей в возрасте 55 лет и старше. В районе имеется около 160 квартир, а также общественное здание, в котором находится синагога.

## Транспорт
Яд-Биньямин расположен в трех километрах от перекрестка Реэм на шоссе 3 и в одном километре от перекрестка шоссе 6 и шоссе 7. В сентябре 2018 года Израильские железные дороги открыли близлежащую станцию Кирьят-Малахи-Йоав, соединив этот район с линией Нагария — Беэр-Шева. Ряд автобусных маршрутов компании «Эгед» обеспечивают транспортное сообщение с Иерусалимом, Ашкелоном и другими городами.

## Население
По данным Центрального статистического бюро Израиля, население на начало 2020 года составляло 4 268 человек.